# VROOOM VROOOM
VROOOM VROOOM — двойной концертный альбом прог-рок-группы King Crimson, вышедший в 2001 году.

## Об альбоме
VROOOM VROOOM состоит из записей концертных выступлений King Crimson в составе «двойного трио» (включающего Роберта Фриппа, Билла Бруфорда, Эдриана Белью, Тони Левина, Трея Ганна и Пэта Мастелотто), существовавшего в период с 1994 по 1997 годы.
Первый диск преимущественно состоит из записей Live in Mexico City. Композиция «Biker Babes of the Rio Grande» является альтернативной версией «Fearless and Highly Thrakked» с концертного альбома THRaKaTTaK. Второй диск содержит материал, ранее выходивший на диске King Crimson on Broadway, доступном только для членов фан-клуба.

## Список композиций

### Диск 1
| №   | Название                                | Автор(ы)                                                     | Длительность |
| --- | --------------------------------------- | ------------------------------------------------------------ | ------------ |
| 1.  | «VROOOM VROOOM»                         | Белью, Бруфорд, Фрипп, Ганн, Левин, Мастелотто               | 5:01         |
| 2.  | «Coda: Marine 475»                      | Белью, Бруфорд, Фрипп, Ганн, Левин, Мастелотто               | 2:44         |
| 3.  | «Dinosaur»                              | Белью, Бруфорд, Фрипп, Ганн, Левин, Мастелотто               | 5:05         |
| 4.  | «B'Boom»                                | Белью, Бруфорд, Фрипп, Ганн, Левин, Мастелотто               | 4:51         |
| 5.  | «THRAK»                                 | Белью, Бруфорд, Фрипп, Ганн, Левин, Мастелотто               | 6:39         |
| 6.  | «The Talking Drum»                      | Бруфорд, Дэвид Кросс, Фрипп, Джейми Мьюир, Джон Уэттон       | 4:03         |
| 7.  | «Larks' Tongues in Aspic (Part II)»     | Фрипп                                                        | 6:13         |
| 8.  | «Neurotica»                             | Белью, Бруфорд, Фрипп, Левин                                 | 3:40         |
| 9.  | «Prism»                                 | Pierre Favre                                                 | 4:24         |
| 10. | «Red»                                   | Фрипп                                                        | 7:03         |
| 11. | «Improv: Biker Babes of the Rio Grande» | Белью, Бруфорд, Фрипп, Ганн, Левин, Мастелотто               | 2:27         |
| 12. | «21st Century Schizoid Man»             | Фрипп, Иэн Макдоналд, Грег Лейк, Майкл Джайлз, Питер Синфилд | 7:37         |

- Треки записаны в Metropolitan Theater, Мехико, Мексика, 2-4 августа 1994 года.
- Трек 11 записан в Longacre Theater, Нью-Йорк, США, 20 ноября 1995.

### Диск 2
| №   | Название                    | Автор(ы)                                       | Длительность |
| --- | --------------------------- | ---------------------------------------------- | ------------ |
| 1.  | «Conundrum»                 | Белью, Бруфорд, Фрипп, Ганн, Левин, Мастелотто | 1:57         |
| 2.  | «Thela Hun Ginjeet»         | Белью, Бруфорд, Фрипп, Левин                   | 6:44         |
| 3.  | «Frame by Frame»            | Белью, Бруфорд, Фрипп, Левин                   | 5:12         |
| 4.  | «People»                    | Белью, Бруфорд, Фрипп, Ганн, Левин, Мастелотто | 6:12         |
| 5.  | «One Time»                  | Белью, Бруфорд, Фрипп, Ганн, Левин, Мастелотто | 5:52         |
| 6.  | «Sex Sleep Eat Drink Dream» | Белью, Бруфорд, Фрипп, Ганн, Левин, Мастелотто | 4:55         |
| 7.  | «Indiscipline»              | Белью, Бруфорд, Фрипп, Левин                   | 7:16         |
| 8.  | «Two Sticks»                | Ганн, Левин                                    | 1:50         |
| 9.  | «Elephant Talk»             | Белью, Бруфорд, Фрипп, Левин                   | 5:14         |
| 10. | «Three of a Perfect Pair»   | Белью, Бруфорд, Фрипп, Левин                   | 4:16         |
| 11. | «B'Boom»                    | Белью, Бруфорд, Фрипп, Ганн, Левин, Мастелотто | 3:47         |
| 12. | «THRAK»                     | Белью, Бруфорд, Фрипп, Ганн, Левин, Мастелотто | 6:43         |
| 13. | «Free as a Bird»            | Джон Леннон                                    | 3:03         |
| 14. | «Walking on Air»            | Белью, Бруфорд, Фрипп, Ганн, Левин, Мастелотто | 5:35         |

- Треки 1-13 записаны в Longacre Theater, Нью-Йорк, США, 20-25 ноября 1995.
- Трек 14 записан в Wiltern Theater, Лос-Анджелес, США, 30 июня 1995 года.

## Участники записи
- Роберт Фрипп — гитара, меллотрон, электро-фортепиано;
- Эдриан Белью — гитара, вокал;
- Тони Левин — бас-гитара, стик Чапмена;
- Трей Ганн — гитара Уорра;
- Билл Бруфорд — ударные, перкуссия;
- Пэт Мастелотто — ударные, перкуссия